# Château de La Force (La Force)
Pour les articles homonymes, voir Château de La Force (Saint-Simon).
Le château de La Force est un château français implanté sur la commune de La Force dans le département de la Dordogne, en région Nouvelle-Aquitaine.

## Historique
Le château en pierre de Bussac, d'inspiration florentine, a été construit pour Jacques Nompar de Caumont, baron puis duc de La Force, gentilhomme protestant, gouverneur de Navarre et Béarn, nommé maréchal de France par Louis XIII.
La construction, prévue haute de trois étages avec combles à lucarnes, a commencé en 1604. Une inscription permet de savoir que l'architecte est Pierre Boisson, peut-être un maître maçon de Bordeaux où il est mort en 1606. Les travaux ont été rapidement menés jusqu'en 1611, mais l'assassinat d'Henri IV n'a pas permis au baron de La Force d'obtenir les secours du roi qui lui avaient été promis. Les travaux ont été terminés en 1614. Un artiste parisien anonyme a exécuté la décoration. Le parterre devant le château a été dessiné par Jacques Boyceau de la Barauderie.
En 1622, on rapporte un siège devant cette forteresse par Charles de Guise-Lorraine, duc d'Elbeuf.
Le château a été mis à sac dans le courant de 1793, à une époque où le représentant du peuple Lakanal était en mission, en poste à Bergerac. C'est lui qui est à l'origine de cette initiative.
Il ne subsiste plus qu'un pavillon central des écuries, dénommé localement Pavillon des Recettes. Ces vestiges sont classés au titre des monuments historiques le 11 avril 1932.
Le temple, dépendance du château, n'a pas été démoli.

## Description
En 1855, la façade des Recettes (faisant face à celle de l'hôtel de ville de nos jours) mesurait 85 mètres de largeur. Les toitures étaient en longs pans couverts d'ardoise.
Derrière cette façade se trouve une grande pelouse qu'occupait un probable jardin à la française. Une allée centrale bordée de marronniers partant du porche central de la recette menait au château disparu  qui occupait l'extrémité d'un éperon barré orienté au sud vers la plaine de la Dordogne. La parcelle est maintenant boisée et construite (l'Enclos du Château).
Trois encadrements de fenêtres des combles sont debout au niveau des Recettes (côté jardin), la troisième se trouvant comprise dans la construction de l'ancien hostellerie des ducs.

## Mémoire
Une plaque comprenant les noms de cinq membres de la famille de Caumont est disposée sur le mur à droite de l'arche d'entrée.
1. Jacques Nompar de Caumont
2. Armand Nompar de Caumont
3. Jacques Henri de Caumont
4. Auguste Nompar de Caumont
5. Henri de Belsunce

La cloche du campanile du château serait affectée de nos jours à l'église Saint-Jacques-le-Majeur de Bergerac.
Le musée de Périgueux a recueilli des plaques funéraires et une inscription de 1604 se rapportant à l'édification du château . L'acceptation du legs a eu lieu en décembre 1886 entre Édouard Galy, conservateur du musée, et Olivier Emmanuel de Caumont (1839-1909), 12e duc de La Force.
La pierre tombale datée de 1737 se rapporte à un jeune homme mort à 17 ans, Antoine de Caumont, marquis de Castelnaut. Le seconde porte la date de 1764 et se rapporte à un homme âgé de 86 ans, Armand Nompar II de Caumont.
Jules Determes, attaché à la Bibliothèque nationale, publie en 1850 un opuscule de 14 pages dédié à une gravure du XVIIIe siècle représentant le palais , dont le cuivre original a été préservé en 1793.

## Galerie

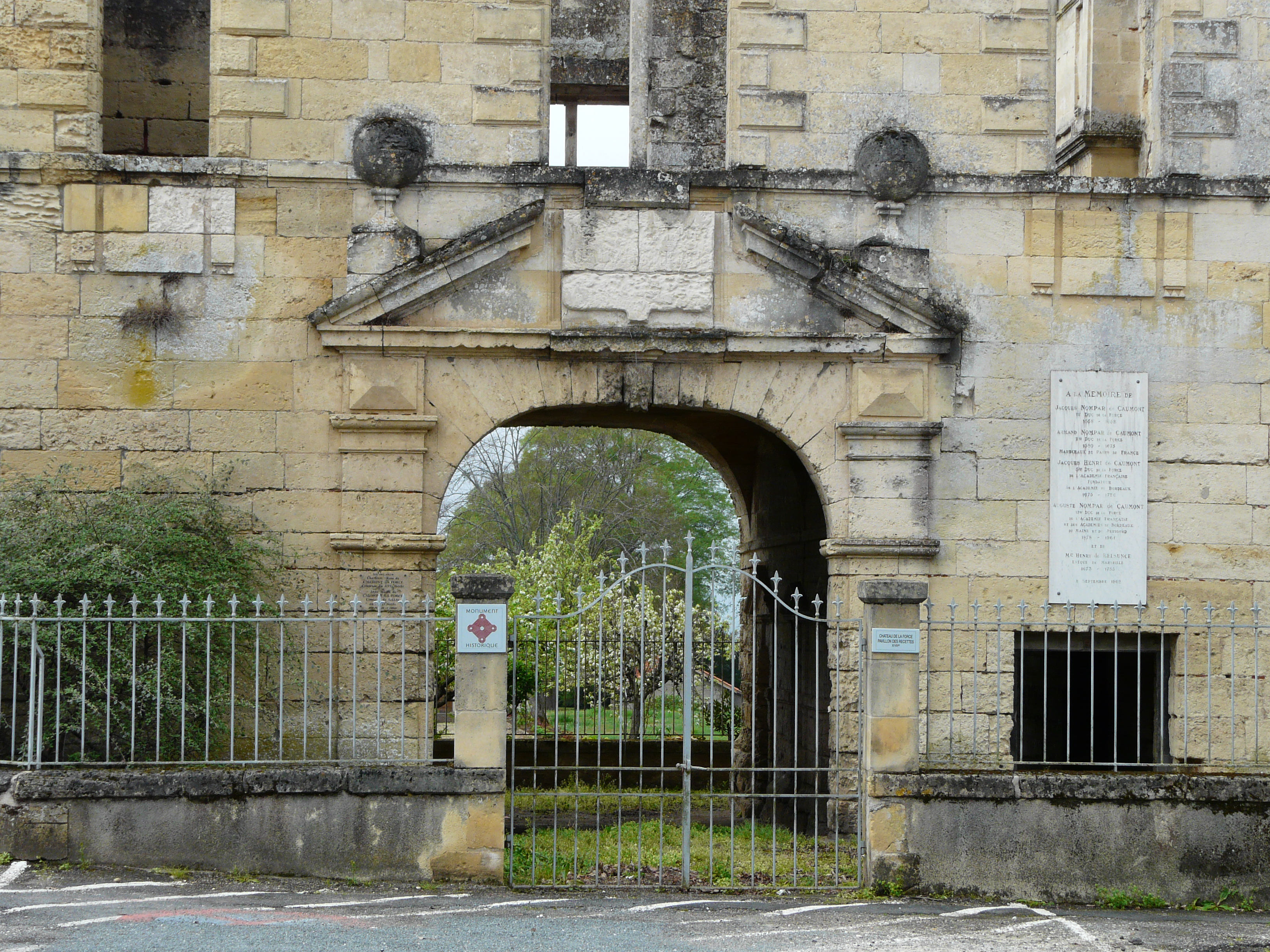
Les Recettes.
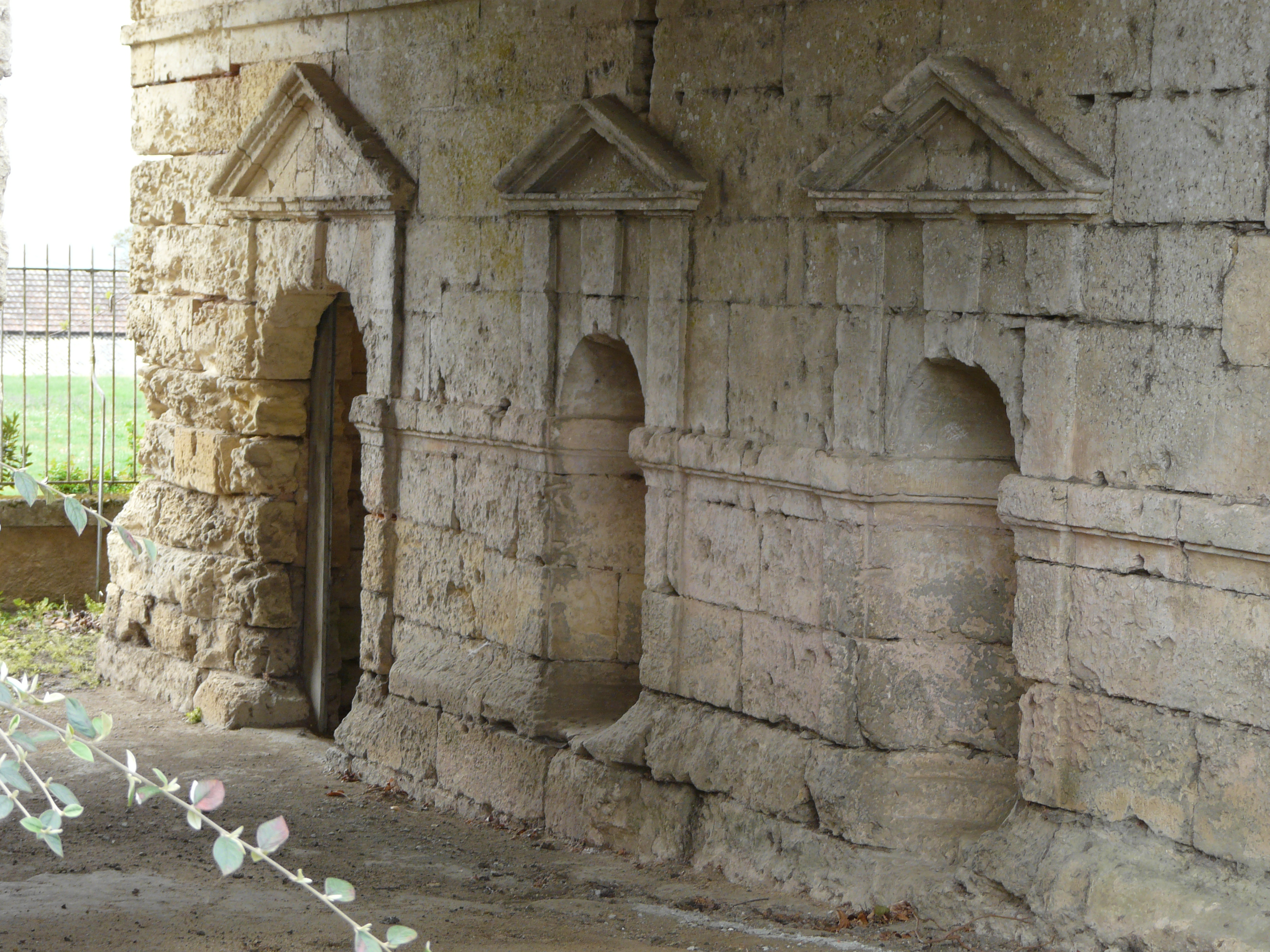
Sous la voûte.
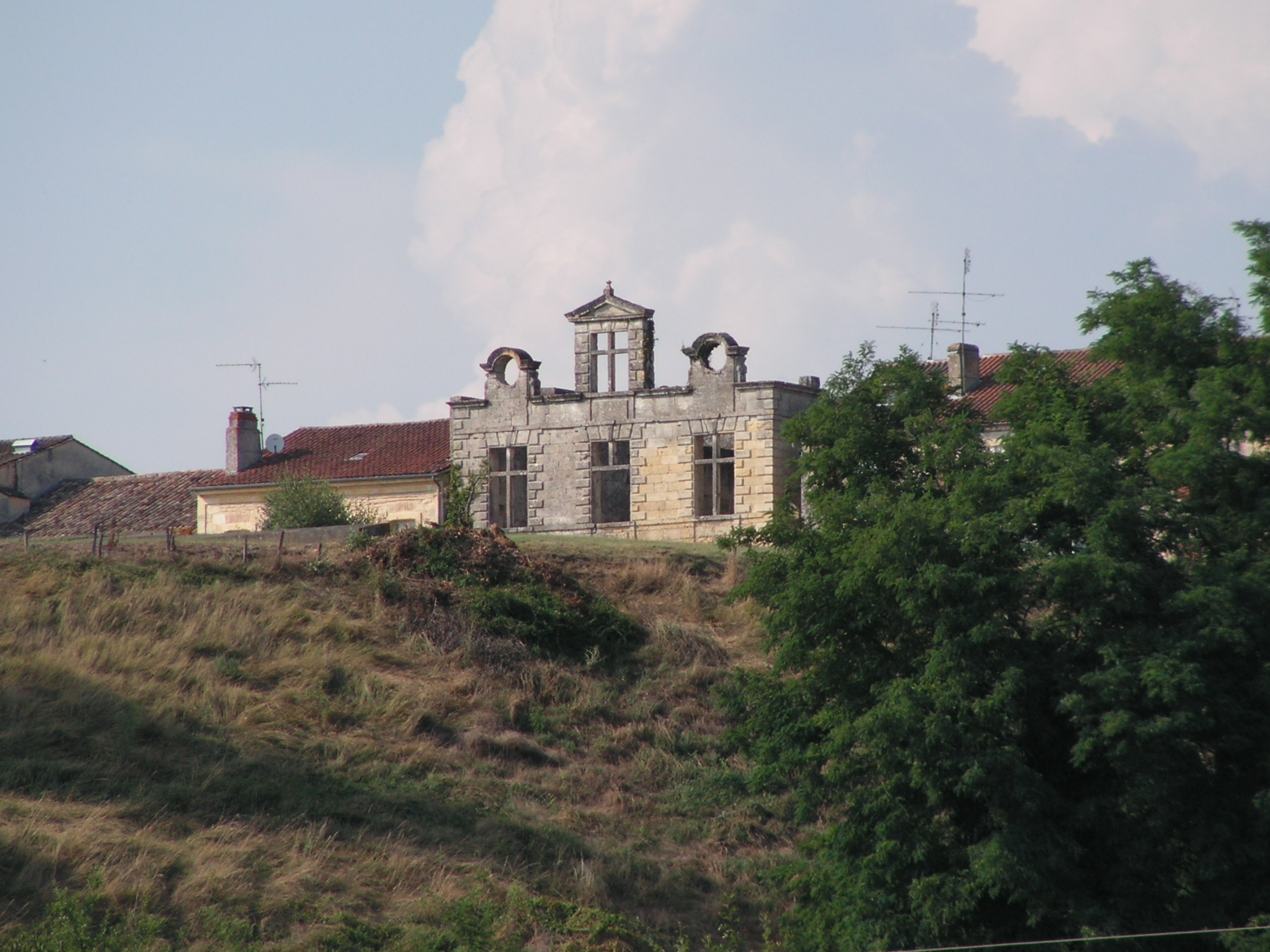
Façade côté jardin.